# Doppelhaus (Schleswig-Holstein)

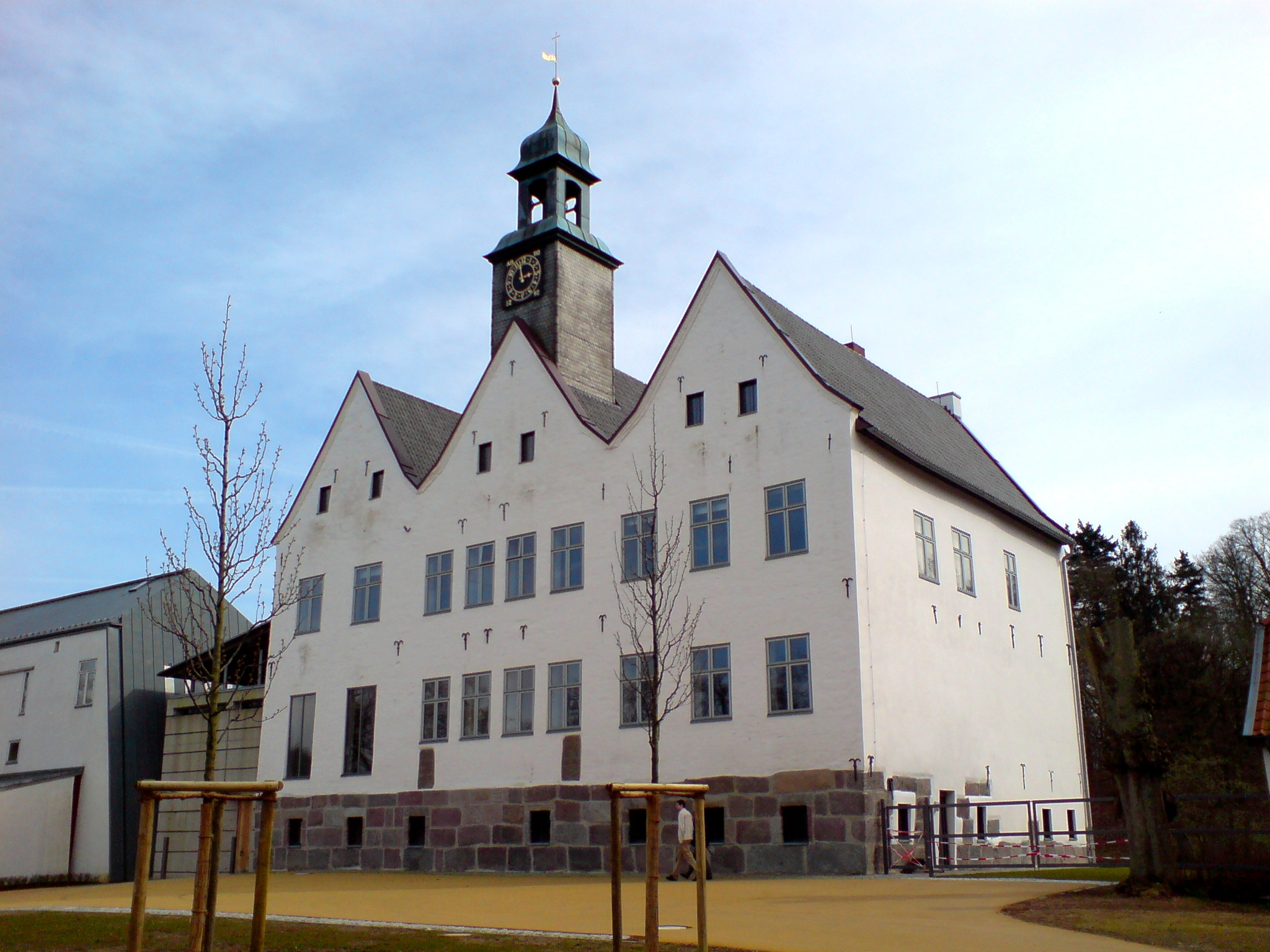
Nütschauer Herrenhaus, 2008. Die Schaufassade liegt an den Stirnseiten der drei Langhäuser

Das Doppelhaus, je nach Situation auch Dreihaus, Vierhaus, Dreifach-, Mehrfach- oder Doppeldachhaus genannt, stellt eine spezielle Eigenart der Guts-, Schloss- und Herrenhausarchitektur in Schleswig-Holstein dar. Es gibt diese Dachform unter anderem auch in Dänemark und auf der Insel Rügen.

## Das Mehrfachhaus in der Schleswig-Holsteinischen Architektur

### Geschichte
Das Doppel- oder Mehrfachhaus entwickelte sich meist als Wohnhaus auf befestigen Herrensitzen des Mittelalters. In den burgähnlichen Anlagen waren die Häuser in der Regel von einem schützenden Wassergraben umgeben, der sich vielerorts bis heute erhalten hat. Diese Mehrfachhäuser waren in Schleswig-Holstein vom Mittelalter bis zum Ende der Renaissance populär. Drei- oder sogar vierflügelige Anlagen um einen Hof, wie andernorts für adelige Wohnsitze üblich, waren hier eher selten. 

### Beschreibung
Es handelt sich hierbei um Gebäude, deren Baukörper aus zwei und mehr längs zueinander errichteten Häusern mit charakteristischen parallelen Dächern bestehen. Üblich waren sowohl Sattel-, als auch Walmdächer. Die Stockwerke und Dachkonstruktionen dieser Häuser besaßen meist keine steinernen Gewölbe. Ihre Breite war somit von der Länge der vorhandenen Baumstämme abhängig, mit denen man die Räume überspannen konnte; zwölf Meter Breite pro Langhaus wurden selten übertroffen. Um ausreichend Fläche zu erhalten, wurden zwei oder mehr Häuser längs zueinander errichtet. Vorteilhaft an dieser Bauform war, dass die kleineren Einzeldächer dem Winddruck im stürmischen Land leichter standhalten konnten und die Innenräume durch gemeinsame Wände besser heizbar waren. Nachteilig war die weniger bequeme Aufteilung der Innenräume und die Tatsache, dass die mittleren Langhäuser schlechter mit Tageslicht versorgt werden konnten.
Die Bauform wurde mit unterschiedlichen Details variiert, die Häuser wurden gelegentlich mit Türmen oder Dachreitern versehen und die Giebelflächen der Satteldächer konnten mit reichlichem Schmuck oder Treppengiebeln gestaltet sein. Die Schauseite mit dem Eingangsbereich konnte sowohl an der Längsfassade (beispielsweise Gut Wensin und Gut Wahlstorf),
als auch an den Stirnseiten (z. B. Schloss Ahrensburg und Gut Nütschau) liegen. In den Dreifachhäusern war der mittlere Bau in der Regel für die Fest- und Gartensäle vorbehalten. Mit dem Ende der Renaissance galten die mehrfachen Häuser langsam als unmodern und wurden häufig umgestaltet oder auch abgetragen, wie es zum Beispiel beim Ursprungsbau von Gut Hasselburg geschah. Bei der Gestaltung neuer Herrenhausbauten orientierte sich die Bauherren dann an der barocken Schlossarchitektur, wie zum Beispiel auf Gut Güldenstein oder auf Gut Emkendorf.

### Weitere Beispiele
Zweifache Häuser:
- Herrenhäuser auf:
  - Gut Brodau (Dachlandschaft umgebaut)
  - Gut Gelting
  - Gut Jersbek
  - Gut Ludwigsburg (vollständig umgebaut)
  - Gut Rundhof (Barockbau mit althergebrachtem Doppeldach)
  - Gut Waterneverstorf (vollständig umgebaut)
- Buchwaldsche Hof, Kiel, 1944 zerstört

Dreifache Häuser:
- Herrenhaus auf Gut Ehlerstorf (Dachlandschaft umgebaut)
- Herrenhaus auf Gut Salzau (abgebrochen und im 18., bzw. 19. Jahrhundert durch Neubau ersetzt)
- Schloss Glücksburg

Vierfache Häuser:
- Herrenhaus auf Gut Breitenburg – samt Kapelle sogar mit fünffachen Häusern –, größtenteils abgetragen
- Westflügel von Schloss Gottorf, umgebaut und in die übrigen Baukörper integriert
- Kieler Schloss, 1944 zerstört

## Mehrfachhäuser außerhalb Schleswig-Holsteins
Das Doppel- oder Mehrfachhaus ist für die Baukunst Schleswig-Holsteins zwar typisch, aber es ist keine ausschließlich lokal beschränkte Erscheinung. Als Beispiele für Doppelhäuser außerhalb Schleswig-Holsteins finden sich das Herrenhaus Fraugdegaard und das Schloss Egeskov auf der dänischen Insel Fünen oder das brandenburgische Schloss Königs Wusterhausen. Auf der Insel Rügen hatten zum Beispiel die Herrenhäuser in Spyker und Üselitz Doppeldächer, in Boldevitz ist es bis heute erhalten. Auch auf Schloss Scharfeneck in Niederschlesien findet sich ein Beispiel.